# 金曜夜席
『金曜夜席』（きんようよるせき、金𫞂夜席）は、日本テレビで1965年（昭和40年）3月12日から1966年（昭和41年）4月22日までの第2・第4金曜日の22時30分から放送されていた、寄席風の演芸番組である。当初はモノクロ放送だったが、1965年11月5日からカラー放送となった。
日本テレビの長寿番組『笑点』の前身番組である。

## 概要
1965年（昭和40年）3月12日に放送がスタート。もともとはテレビ・ラジオの普及で寄席に閑古鳥の鳴く状況に危機感を抱いていた7代目立川談志が「これからは、落語家はテレビにもどんどん出て行かないと駄目だ。かといって落語では噺の最中にコマーシャルが入れられないから、大喜利をやったら良い」と第1・第3（・第5）金曜日に放送されていた『日本プロレス中継』の隔週不足分の穴埋め番組を探していた小里光プロデューサーのところへ談志が企画を持ち込んだのがきっかけで始まった。
『金曜夜席』から『笑点』草創期まではブラックユーモア満載の玄人好みの内容であった。
収録場所は当時の有楽町そごうの上にあった読売ホール（読売会館7階）で行われ、1回の収録で2本撮りするのも『笑点』と同じである。
番組名の正式な表記は「金𫞂夜席」であり、「曜」には略字の「𫞂」（日へんに玉()）が使用され、舞台上部に飾られている額にも表記が見られたが、当時のテレビ欄などは「曜」と表記されていた。

### 『金曜夜席』から『笑点』誕生へ
当時日曜日夕方のスポンサー枠を持っていた龍角散から「視聴率が取れる番組が欲しい」と依頼があり、深夜で好評を得ていた『金曜夜席』を発展解消して始まったのが『笑点』（金曜夜で無くなるため改題）であった。
ちなみに、『金曜夜席』の抜けた放送時間の後枠に入った番組は『プロ野球アワー』であった。
そんな折、柳家きん平が番組放送終了後の1966年（昭和41年）4月24日に自殺。そのため『笑点』放送開始において三遊亭金遊（後の4代目三遊亭小圓遊）が加入することとなった。

## 放送時間
第2・第4金曜日の22:30 - 23:15（1965年3月 - 1966年4月）
※前述にある通り「穴埋め番組」として始まったため、プロ野球録画中継（巨人戦）などでしばしば休止することがあった。

## 出演者
7代目立川談志と5代目三遊亭圓楽は真打、それ以外の落語家は二つ目であった。

### 最終回時点の出演者
| 司会者 | 司会者                        | 司会者 | 司会者 |
| 名前 | 出演期間                      |        |        |
| --- | ----------------------------- | ------ | ------ |
| 7代目立川談志                                                                                              | 1965年3月12日 - 1966年4月22日 |        |        |
| - 「演芸」「インタビュー」「大喜利」司会。 - 1965年3月12日から1965年4月9日までは大喜利メンバーとして出演。 |                               |        |        |
| 大喜利メンバー                                                                                             |                               |        |        |
| 名前 | 出演期間                      |        |        |
| 5代目三遊亭圓楽                                                                                            | 1965年3月12日 - 1966年4月22日 |        |        |
| - 1965年3月12日から1965年4月9日までは「大喜利」の司会として出演。                                          |                               |        |        |
| 桂歌丸 | 1965年3月12日 - 1966年4月22日 |        |        |
| |                               |        |        |
| 柳亭小痴楽                                                                                                 | 1965年3月12日 - 1966年4月22日 |        |        |
| |                               |        |        |
| 柳家きん平                                                                                                 | 1965年3月12日 - 1966年4月22日 |        |        |
| |                               |        |        |
| 林家こん平                                                                                                 | 1965年4月9日 - 1966年4月22日  |        |        |
| |                               |        |        |
| 座布団運び                                                                                                 |                               |        |        |
| 名前 | 出演期間                      |        |        |
| 西〆子 | 1965年3月12日 - 1966年4月22日 |        |        |
| |                               |        |        |

### 放送期間中に降板した出演者
| 大喜利メンバー | 大喜利メンバー               | 大喜利メンバー | 大喜利メンバー |
| 名前           | 出演期間                     |                |                |
| -------------- | ---------------------------- | -------------- | -------------- |
| 三遊亭円弥     | 1965年3月12日・1965年3月26日 |                |                |
|                |                              |                |                |

## 番組構成
最終回までは、「演芸」、「インタビュー」、「大喜利」の三部構成であり、後の『笑点』にもこのコーナー進行が受け継がれている。元々この番組は談志の持込み企画であり、出演者でありながら番組構成も談志が携わっていた。
1965年3月12日 - 1966年4月22日
1. タイトルバック
2. 提供クレジット
3. CM
4. オープニング
5. 演芸
6. CM
7. インタビュー
8. CM
9. 大喜利
10. CM
11. エンディング
12. エンドカード

### 主なコーナー
- 演芸

ゲストによる芸を披露するコーナー。様々なゲストが出演していた。
- インタビュー

談志がゲストにインタビューするコーナー。
- 大喜利

出演者による大喜利のコーナー。

## 舞台装置
「人形町末廣」を参考に「昔ながらの寄席の高座をスタジオに再現したい」というコンセプトでデザインされており、後の『笑点』にそのまま受け継がれている。
『笑点』との相違点は、舞台上部の額が「金𫞂夜席」となっている程度で、題字を担当した橘右近は『笑点』でも引き続き担当している。

## 番組史
- 1965年（昭和40年）
  - 3月12日：『金曜夜席』放送開始。放送時間は22:30 - 23:15。
  - 4月23日：圓楽が大喜利の司会からメンバーに、談志が全てのコーナーの司会に。
- 1966年（昭和41年）
  - 4月22日：通常放送のまま『金曜夜席』最終回[12]、『笑点』へ移行。

## エピソード
- 当初の大喜利は圓楽が司会を担当していたが、圓楽が自らの司会の出来に納得が行かずに司会降板を申し出た。そのため、1965年（昭和40年）4月23日の放送分から大喜利司会も談志が担当することとなった。僅か3回で大喜利の司会を降板した圓楽だったが、『笑点』に移行してから17年後の1983年（昭和58年）1月9日から再び大喜利の司会を担当し、2006年（平成18年）5月14日に勇退するまで約23年間、大喜利の司会を担当した。
- 本番組当初に出演していた三遊亭円弥（後の三遊亭圓彌）は、レギュラーではなく代役としての出演であった。本来のレギュラーだった三遊亭さん生（後の川柳川柳）が収録をすっぽかしたため、弟弟子にあたる円弥が急遽呼ばれたのである。結局さん生は、出演することなく談志からクビを宣告される。代わって林家こん平がレギュラーに加わった。
- 大喜利で座布団をやり取りするルールを始めたのは本番組が初であり、「江戸時代の牢屋の牢名主が畳を積み上げて威張っている」ところからヒントを得たという。スタッフ間では番組プロデューサーであった小暮美雄が、回答の褒美をどうするか悩んだ挙句、寄席で演者ごとに座布団を裏返す所作にヒントを得た、というのが通説。ただし、談志は「自らのアイデア」と語っていたようである。[13]
  - 座布団を10枚貯めると豪華賞品がもらえるということだったが、本番組の放送期間に10枚貯めたメンバーはいなかった。「番組予算的に豪華賞品は無理、あくまで場を盛り上げるためのでまかせだった」とのことでメンバーもこのことを承知していた。これが後の大喜利における賞品関連ネタ（ケチ・司会者の制作費着服など）に繋がった。実際に豪華賞品を出したのは『笑点』に移行してから約1年後である。
- 「昼間のレギュラー番組として昇格する」の報に出演者一同大喜びするが、「日曜日夕方」だと聞かされた途端、一気に落胆した。それは、当時の日曜日夕方の時間帯は「砂嵐枠」[14]と言われるくらいの悪条件であったため。そんな中、圓楽は前向きに「未開の土地を開拓しようじゃないか!それで業績が上がったら、それこそ俺たちの本当の実力だよ!」と励まして奮い立たせたという。こうした経緯で『笑点』は始まったが、現在では放送2900回を超え、放送期間55年を超えた超長寿番組となっている。
- 『笑点』レギュラーとなる三遊亭金遊（後の4代目三遊亭小圓遊）は、JRN系列で月-土の午後1時から午後6時まで放送していた昼ワイドラジオ番組『オーナー』内の「落語天気図」コーナーにて人気を得ていた期待の新鋭であった。本番組立ち上げ当時のレギュラー候補の1人でもあったが、スケジュールの関係でご破算となっていた。
- 大喜利メンバーで最後の存命者だったこん平が2020年12月17日に永眠（77歳没）した[15][16]ことにより、本番組のレギュラー出演者全員が鬼籍に入った。